# Distribució d'Irwin-Hall
En probabilitat i estadística, la distribució d'Irwin-Hall, anomenada així en honor a Joseph Oscar Irwin i Philip Hall, és la distribució de probabilitat de la suma d'un nombre de variables aleatòries independents, cadascuna amb distribució uniforme en l'interval [0,1]. Per aquest motiu també es coneix com a distribució de suma uniforme. Aquesta mena de distribucions van ser estudiades per Joseph Luis Lagrange   el 1770 i per Nicolai Lobatxevski el 1832, i redescobertes per nombrosos autors.
La distribució d'Irwin-Hall està relacionada amb  la distribució de Bates, que és la mitjana de n variables aleatòries independents distribuïdes uniformement en [0,1].

## Definició
La distribució de Irwin–Hall és la distribució de probabilitat  de la suma de {\displaystyle n} variables aleatòries {\displaystyle U_{1},\dots ,U_{n}} independents totes amb distribució uniforme en l'interval [0,1]:
{\displaystyle S_{n}=\sum _{i=1}^{n}U_{i}.}
La funció de densitat de probabilitat està donada per
{\displaystyle f_{n}(x)={\begin{cases}{\displaystyle {\frac {1}{(n-1)!}}\sum _{j=0}^{n}(-1)^{j}{n \choose j}(x-j)_{+}^{n-1}},&{\text{si}}\ x\in [0,n],\\\\0,&{\text{altrament,}}\end{cases}}\qquad \qquad (1)}on, per a un nombre real {\displaystyle r} i un nombre natural {\displaystyle m} ,
{\displaystyle (r)_{+}^{m}={\begin{cases}r^{m},&{\text{si}}\ r>0,\\0,&{\text{si}}\ r\leq 0.\end{cases}}}Alternativament,{\displaystyle f_{n}(x)={\frac {1}{(n-1)!}}\sum _{j=0}^{[x]}(-1)^{j}{n \choose j}(x-j)^{n-1},\quad x\in [0,n],\qquad (2)} on  {\displaystyle [r]} és la part entera del nombre real {\displaystyle r} . L'equivalència entre les  expressions (1) i (2) de {\displaystyle f_{n}} es dedueix del fet que per a {\displaystyle j=[x]+1,\dots ,n}, tenim que   {\displaystyle x-j<0}.
Aquesta densitat també es pot escriure {\displaystyle f_{n}(x)={\frac {1}{(n-1)!}}\sum _{j=0}^{k}(-1)^{j}{n \choose j}(x-j)^{n-1},\quad x\in [k,k+1],\qquad (3)}amb  {\displaystyle k=0,1\dots ,n-1} .

## Càlculs explícits i demostració de la fórmula general

### Funció de densitat per an=1, 2 i  3

Figura 1. Funció de densitat

Figura 3. Càlcul de la funció de densitat, cas 1

Figura 4. Càlcul de la funció de densitat, cas 2

Per a {\displaystyle {\boldsymbol {n=1}}}, la funció de densitat {\displaystyle f_{1}} és la densitat d'una distribució uniforme en l'interval [0,1]:
{\displaystyle f_{1}(x)={\begin{cases}1,&{\text{si}}\ x\in [0,1],\\\\0,&{\text{altrament}}.\end{cases}}}
Vegeu la Figura 1.
Quan {\displaystyle {\boldsymbol {n=2}}}.
{\displaystyle f_{2}(x)={\begin{cases}x,&{\text{si}}\ x\in [0,1),\\\\2-x,&{\text{si}}\ x\in [1,2],\\\\0,&{\text{altrament}}.\end{cases}}}Vegeu la Figura 2. La distribució amb aquesta funció de densitat s'anomena distribució triangular.

Figura 2. Funció de densitat

La demostració d'aquesta fórmula es fa utilitzant la següent propietat:
Propietat: Funció de densitat de la suma de variables aleatòries independents. Considerem dues variables aleatòries {\displaystyle X} i {\displaystyle Y} independents amb funcions de densitat {\displaystyle f_{X}} i {\displaystyle f_{Y}} respectivament. Sigui {\displaystyle Z=X+Y.} Aleshores {\displaystyle Z} té funció de densitat
{\displaystyle f_{Z}(x)=\int _{-\infty }^{\infty }f_{Y}(x-u)f_{X}(u)\,du=\int _{-\infty }^{\infty }f_{X}(x-u)f_{Y}(u)\,du.\quad \quad (4)}
Retornem al cas {\displaystyle n=2}. D'acord amb (4), 
{\displaystyle f_{2}(x)=\int _{-\infty }^{\infty }f_{1}(x-y)f_{1}(y)\,dy=\int _{0}^{1}f_{1}(x-y)dy.}
Fem el canvi de variable {\displaystyle u=x-y} i obtenim{\displaystyle f_{2}(x)=\int _{x-1}^{x}f_{1}(u)\,du.}
Ara hem de distingir 3 casos:
- Cas 1.  Si  {\displaystyle x\in [0,1)}, vegeu la Figura 3, aleshores, atès que {\displaystyle f_{1}(u)} és zero a menys que {\displaystyle u\in [0,1]}, tindrem {\displaystyle f_{2}(x)=\int _{0}^{x}f_{1}(u)\,du=x.}

-  Cas 2. Si {\displaystyle x\in (1,2]}, vegeu la Figura 4, aleshores,

{\displaystyle f_{2}(x)=\int _{x-1}^{1}f_{1}(u)\,du=x-2.}
-  Cas 3.  Finalment,  si {\displaystyle x\not \in [0,2]}, és clar que {\displaystyle f_{2}(x)=0}.

 

Per  a {\displaystyle {\boldsymbol {n=3}}}, 
{\displaystyle f_{3}(x)={\begin{cases}{\dfrac {x^{2}}{2}},&{\text{si}}\ x\in [0,1),\\\\-x^{2}+3x-{\dfrac {3}{2}},&{\text{si}}\ x\in [1,2),\\\\{\dfrac {(2-x)^{2}}{2}},&{\text{si}}\ x\in [2,3],\\\\0,&{\text{altrament}}.\end{cases}}}

Figura 5.Funció de densitat

La demostració es fa com en el cas anterior, aplicant la fórmula (4):{\displaystyle f_{3}(x)=\int _{-\infty }^{\infty }f_{2}(x-y)f_{1}(y)\,dy=\int _{-0}^{1}f_{2}(x-y)dy=\int _{x-1}^{x}f_{2}(u)\,du.}
Ara cal distingir els casos {\displaystyle x\in [0,1)}, {\displaystyle x\in [1,2)}, etc. Per exemple, quan {\displaystyle x\in [1,2)}, 
{\displaystyle f_{3}(x)=\int _{x-1}^{x}f_{2}(u)\,du=\int _{x-1}^{1}u\,du+\int _{1}^{x}(2-u)\,du,}
i ara es calculen ambdues integrals.

 

## Funció de distribució
La funció de distribució és{\displaystyle F_{n}(x)=\int _{-\infty }^{t}f_{n}(x)\,dx={\begin{cases}0,&{\text{si}}\ t<0,\\\\\displaystyle {{\frac {1}{n!}}\sum _{j=0}^{n}(-1)^{j}{\binom {n}{j}}(t-j)_{+}^{n}},&t\in [0,n],\\\\1,&{\text{si}}\ t>n.\end{cases}}}Evidentment, també es poden calcular expressions equivalents a partir de (2) i (3).

## La funció de densitat és un spline
És interessant notar que la funció de densitat {\displaystyle f_{n}(x)} a l'interval {\displaystyle [0,n]} és un spline (funció polinòmica a trossos) de grau {\displaystyle n-1} sobre els nusos {\displaystyle 0,1,\dots ,n}:{\displaystyle f_{n}(x)={\begin{cases}f_{n}^{(0)}(x),&{\text{si}}\ x\in [0,1],\\f_{n}^{(1)}(x),&{\text{si}}\ x\in [1,2],\\\ \vdots &\\f_{n}^{(n-1)}(x),&{\text{si}}\ x\in [n-1,n],\end{cases}}}on {\displaystyle f_{n}^{(0)},\dots ,f_{n}^{(n-1)}} són polinomis de grau {\displaystyle n-1}, que podem escriure, per a {\displaystyle k=0,\dots ,n-1},{\displaystyle f_{n}^{(k)}(x)={\frac {1}{(n-1)!}}\sum _{j=0}^{n-1}a_{j}(k,n)x^{j},\ \quad x\in [k,k+1].}on els coeficients {\displaystyle a_{j}(k,n)}  es poden calcular recursivament en {\displaystyle k} per la fórmula
{\displaystyle a_{j}(k,n)={\begin{cases}0,&{\text{per a}}\ k=0,\ j=0,\dots ,n-1,\\\\1,&{\text{per a}}\ k=0,\ j=n-1,\\a_{j}(k-1,n)+(-1)^{n+k-j-1}{\dbinom {n}{k}}{\dbinom {n-1}{j}}k^{n-j-1},&{\text{per a}}\ k=1,\dots ,n-1,\,j=0,,\dots ,n-1.\end{cases}}}Per exemple, per a {\displaystyle n=4} tenim, per a  {\displaystyle k=0} , {\displaystyle a_{0}(0,4)=a_{1}(0,4)=a_{2}(0,4)=0,\ a_{3}(0,4)=1.}Per tant, {\displaystyle f_{4}^{(0)}(x)={\frac {1}{6}}\,x^{3}.}Per a {\displaystyle k=1}, tenim{\displaystyle a_{0}(1,4)=4,\,a_{1}(1,4)=-12,\,a_{2}(1,4)=12,\,a_{3}(1,4)=-3.}D'on {\displaystyle f_{4}^{(1)}(x)={\frac {1}{6}}(4-12x+12x^{2}-3x^{3}).}Calculant  els altres coeficients tenim, {\displaystyle f_{4}(x)={\begin{cases}{\frac {1}{6}}\,x^{3},&{\text{si}}\ x\in [0,1],\\{\frac {1}{6}}(4-12x+12x^{2}-3x^{3}),&{\text{si}},x\in [1,2],\\{\frac {1}{6}}(-44+60x-24x^{2}+3x^{3}),&{\text{si}},x\in [2,3],\\{\frac {1}{6}}(64-48x+12x^{2}-x^{3}),&{\text{si}},x\in [3,4].\end{cases}}}

 

D'altra banda, la successió {\displaystyle \overbrace {\underbrace {a_{0}(0,1)} _{\color {red}k=0}} ^{\color {blue}n=1},\overbrace {\underbrace {a_{0}(0,2),a_{1}(0,2)} _{\color {red}k=0},\underbrace {a_{0}(1,2),a_{1}(1,2)} _{\color {red}k=1}} ^{\color {blue}n=2},\overbrace {\underbrace {a_{0}(0,3),a_{1}(0,3),a_{2}(0,3)} _{\color {red}k=0},\underbrace {a_{0}(1,3),a_{1}(1,3),a_{2}(1,3)} _{\color {red}k=1},\underbrace {a_{0}(2,3),a_{1}(2,3),a_{2}(2,3)} _{\color {red}k=2}} ^{\color {blue}n=3},\dots }
està recollida a  The on-line Encyclopedia of integer sequences, on hi ha els seus valors fins al terme  {\displaystyle a_{0}(4,5)}. A més, també es donen fórmules per als programari Mathematica i Maple per a calcular qualsevol terme. Per a {\displaystyle n=5}{\displaystyle f_{5}(x)={\begin{cases}{\frac {1}{24}}\,x^{4},&{\text{si}}\ x\in [0,1],\\{\frac {1}{24}}(-5+20x-30x^{2}+20x^{3}-4x^{4}),&{\text{si}}\ x\in [1,2],\\{\frac {1}{24}}(155-300x+210x^{2}-60x^{3}+6x^{4}),&{\text{si}}\ x\in [2,3],\\{\frac {1}{24}}(-655+780x-330x^{2}+60x^{3}-4x^{4}),&{\text{si}}\ x\in [3,4],\\{\frac {1}{24}}(625-500x+150x^{2}-20x^{3}+x^{4}),&{\text{si}}\ x\in [4,5].\end{cases}}}La funció de distribució també és un spline a {\displaystyle [0,n]} i els coeficients dels diferents polinomis també estàn recollits a The on-line Encyclopedia of integer sequences

## Aproximació normal
D'acord amb el teorema central del límit, atès que  {\displaystyle E[U_{i}]={\frac {1}{2}}\quad {\text{i}}\quad {\text{Var}}(U_{i})={\frac {1}{12}},}  tenim que
{\displaystyle \lim _{n\to \infty }{\sqrt {\frac {12}{n}}}\,{\big (}S_{n}-{\frac {n}{2}}{\big )}=Z,\ {\text{en distribució}},}on {\displaystyle Z} te una distribució normal estàndard {\displaystyle {\mathcal {N}}(0,1)} (vegeu la remarca 2 a la pàgina teorema central del límit ). També es diu que {\displaystyle S_{n}} és asimptòticament normal amb mitjana {\displaystyle n/2} i variància  {\displaystyle n/12} i s'escriu {\displaystyle S_{n}\sim {\mathcal {AN}}{\bigg (}{\frac {n}{2}},{\frac {n}{12}}{\bigg )}.}

## Generalitzacions

### Suma de variables uniformes en l'interval [0,c]
La funció de densitat de la suma de {\displaystyle n} variables aleatòries independents totes amb distribució uniforme en l'interval {\displaystyle [0,c]}  amb {\displaystyle c>1} , que designarem per {\displaystyle f_{n}(x;0,c)} és {\displaystyle f_{n;0,c}(x)={\frac {1}{c^{n}(n-1)!}}\sum _{j=0}^{n}(-1)^{j}{n \choose j}(x-cj)_{+}^{n-1},\ x\in [0,cn].}

### Cas de Lobatxevski: suma de variables uniformes en l'interval [-1,1]
Lobatxevski (vegeu també) considera el cas de la suma de {\displaystyle n} variables aleatòries independents amb distribució uniforme a l'interval {\displaystyle [-1,1]}. La seva densitat, que denotarem per {\displaystyle f_{n}(x;-1,1)}  és {\displaystyle f_{n}(x;-1,1)={\frac {1}{2^{n}(n-1)!}}\sum _{k=0}^{n}(-1)^{k}{\binom {n}{k}}{\Big (}x+n-2k{\Big )}_{+}^{n-1},\ x\in [-n,n].}Alternativament, {\displaystyle f_{n}(x;-1,1)={\frac {1}{2^{n}(n-1)!}}\sum _{k=0}^{{\big [}{\frac {x+n}{2}}{\big ]}}(-1)^{k}{\binom {n}{k}}{\Big (}x+n-2k{\Big )}^{n-1},\ x\in [-n,n].}

### Cas general: suma de variables uniformes en l'interval [a,b]
Siguin {\displaystyle V_{1},\dots ,V_{n}}  variables aleatòries independents, totes amb distribució uniforme a l'interval  {\displaystyle [a,b]} amb {\displaystyle a<b}. Designem per {\displaystyle S_{n;a,b}}  la seva suma: {\displaystyle S_{n;a,b}=\sum _{i=1}^{n}V_{i}.}Sigui {\displaystyle f_{n}(x;a,b)} la seva funció de densitat . Aleshores, {\displaystyle f_{n}(x;a,b)={\frac {1}{b-a}}\,f_{n}{\Big (}{\frac {x-na}{b-a}}{\Big )},\ x\in [na,nb].}